# Février 1996

## Événements
- Février-mars : les violences terroristes reprennent en Israël. Une proposition de cessez-le-feu du Hamas est refusée par le gouvernement israélien.

- 9 février : attentat de l'IRA provisoire à Londres (deux morts) mettant fin à 17 mois de cessez-le-feu.
  - Reprise des opérations par l’IRA, qui refuse les conditions préalables à la paix posées par John Major en janvier : désarmement total des groupes paramilitaires et organisation d’élections en Ulster. Les négociations sur le statut de l’Ulster reprennent en juin, mais John Major réclame toujours l’arrêt des attentats de l’IRA pour que le Sinn Féin soit admis à la table des négociations.

- 15 février : naufrage du pétrolier Sea Empress au pays de Galles.

- 22 février : Jacques Chirac annonce la fin du service militaire obligatoire et la professionnalisation des armées

- 25 février : un double attentat suicide du Hamas fait 25 morts civils à Jérusalem.

- 26 février : massacre de la prison algérienne de Serkadji [1].

## Naissances en février 1996
- 4 février : Noemie Thomas, nageuse canadienne.
- 5 février : Fadia Farhani, taekwondoïste tunisienne.
- 6 février : Henry Tran, youtubeur
- 9 février : Chungha, chanteuse sud-coréenne.
- 12 février : Brandon Vital, Karatéka Francais.
- 14 février : Lucas Hernandez, joueur français de football.
- 17 février : Sasha Pieterse, actrice américaine.
- 21 février : Sophie Turner, actrice anglaise.
- 22 février :
  - Michael Johnston, acteur américain.
  - Marie Laguerre, militante féministe française.

## Décès en février 1996
- 2 février : Gene Kelly (Eugène Curran), acteur, réalisateur, danseur américain (° 23 août 1912)[2].
- 3 février : 
  - Audrey Meadows, actrice américaine (° 8 février 1922).
  - East, rappeur français (° 1969).
- 5 février : Magnus, dessinateur de bande dessinée italien (° 31 mai 1939).
- 13 février : Martin Balsam, acteur (° 4 novembre 1919).
- 15 février : Tommy Rettig, acteur américain (° 10 décembre 1941).
- 17 février' : Hervé Bazin, écrivain français (° 17 avril 1911).
- 25 février : Haing S. Ngor, acteur (° 22 mars 1940).
- 28 février : Maximilien Rubel, théoricien communiste (° 10 octobre 1905).